# Бені-Суейф
Бені-Суейф (араб.: بني سويف) — місто, адміністративний центр провінції Бені-Суейф в Єгипті. Важливий сільськогосподарський центр, що виріс з невеликого села на початку XX століття. Населення 172 тис. жителів (2006). З середніх віків місто відоме виробництвом тканин, зараз діють підприємства з переробки бавовни і виготовленню килимів. Також місто знамените алебастром, який видобувається в довколишніх пагорбах. Бені-Суейф розташований приблизно за 115 км на південь від Каїра. Біля міста розташовані Піраміда в Медумі і Фаюмська оаза.

## Відомі жителі
- Мухаммад Осман аль-Джаляль (1829—1898) — єгипетський письменник і перекладач.
- Ахмед Хамруш (род.1921) — єгипетський політик, історик і письменник.